# Лукас Гонзалес Аморосино
Лукас Гонзалес Аморосино (шп. Lucas González Amorosino; 2. новембар 1985) професионални је аргентински рагбиста, који тренутно игра за Манстер. Висок 185 цм, тежак 88 кг, у каријери је пре Манстера играо за Лестер (13 утакмица, 20 поена), Монпеље (34 утакмица, 40 поена), Ојонакс (10 утакмица, 5 поена), Кардиф (12 утакмица, 10 поена). Са Лестером је освојио титулу првака Енглеске 2010. За репрезентацију Аргентине је одиграо 48 утакмица и постигао 30 поена. Играо је и за репрезентацију Аргентине у рагбију 7. Играо је на два светска првенства (2011, 2015). Дао је атрактиван есеј против Шкотске на светском првенству 2011.